# Fuirena somaliensis
Fuirena somaliensis là loài thực vật có hoa trong họ Cói. Loài này được Lye mô tả khoa học đầu tiên năm 2007.